# Clurichaun

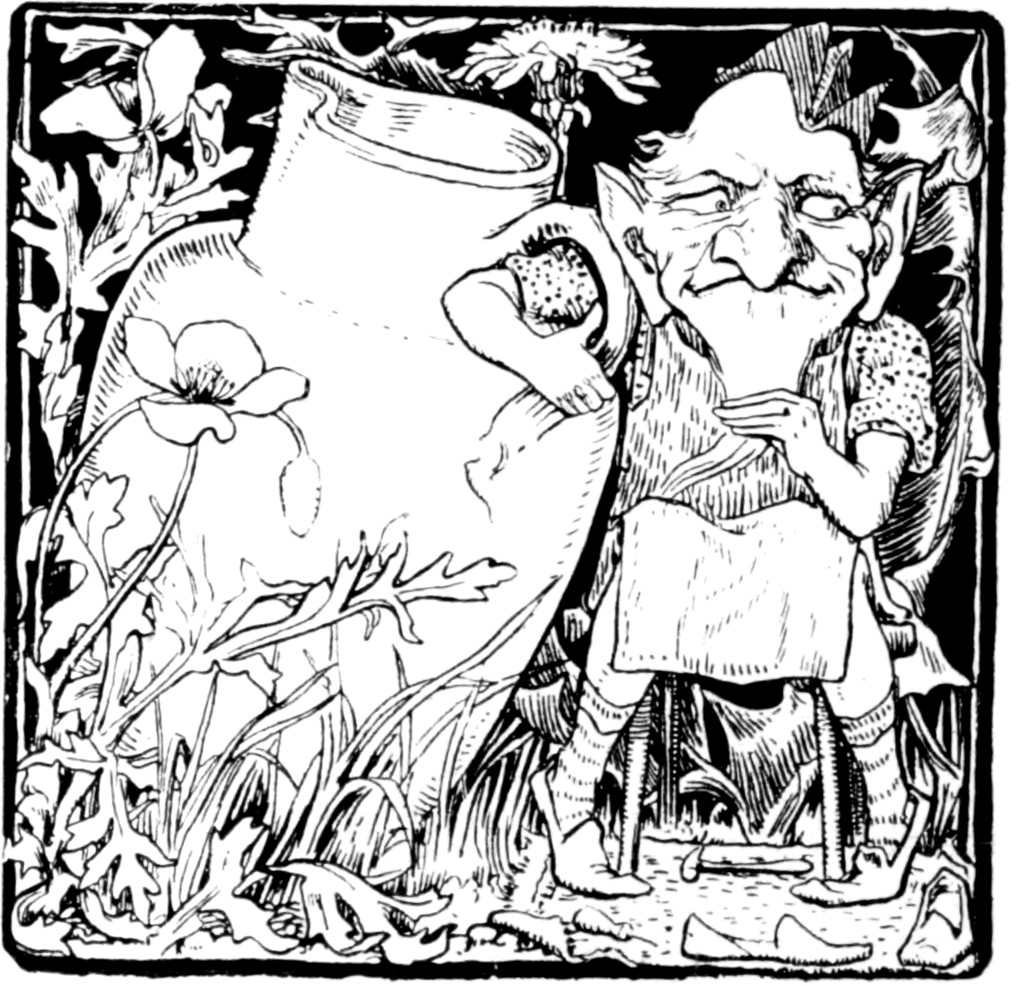
Clurichaun

Clurichaun sau Clurican:Este o ființă fantastică, prezentată sub forma unui om de mici dimensiuni, de obicei purtând o pălărie roșie, un șorț din piele și pantofi cu toc înalt și având un pântec uriaș. Aceste ființe sunt cunoscute pentru pofta lor nestăvilită pentru vin. Au o durată de viață extrem de lungă.

## Vezi și
- Leprechaun